# Bryonia
Bryonia és un gènere de plantes amb flors cucurbitàcies. Són natives d'Euràsia i regions adjacents com el Nord d'Àfrica, el sud d'Àsia i les Illes Canàries. Junt amb el gènere Ecballium són els únics gèneres autòctons de cucurbitàcies als Països Catalans.

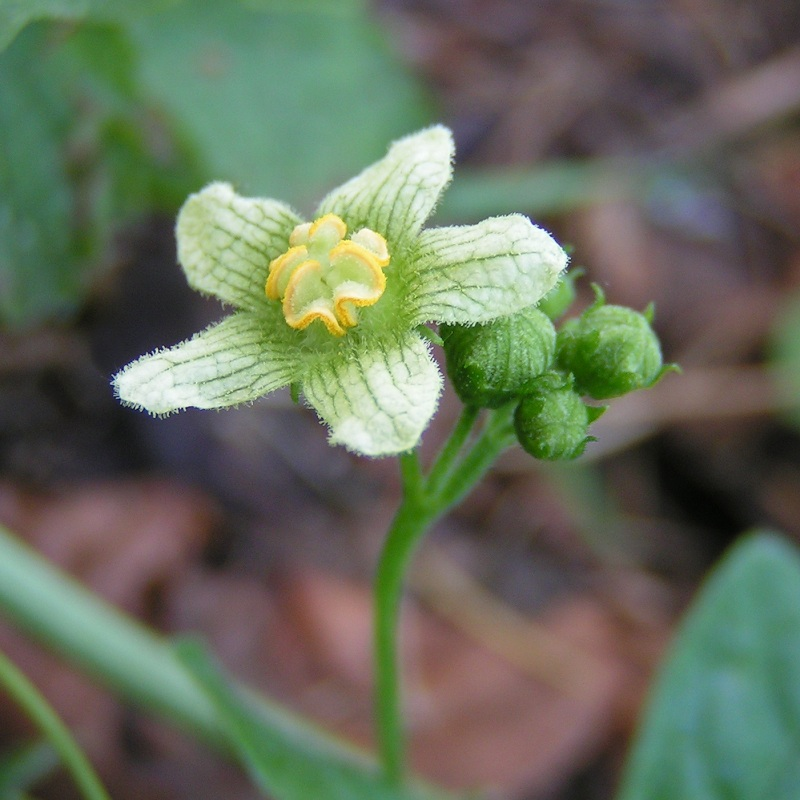
Flor mascle de B. alba

## Descripció i ecologia
Les Bryonia són plantes perennes herbàcies enfiladisses diclines o dioiques. Les seves fulles són palmades i amb lòbuls. El fruit és una baia globular.

## Ús en humans
Les Bryonia de vegades es cultiva en jardins, algunes espècies tenen ús medicinal, però en general són plantes verinoses i en alguns casos la seva ingestió pot produir la mort.
La Royal Navy britànica va donar el nom de Bryonia a dos vaixells HMS Bryony.

## Taxonomia

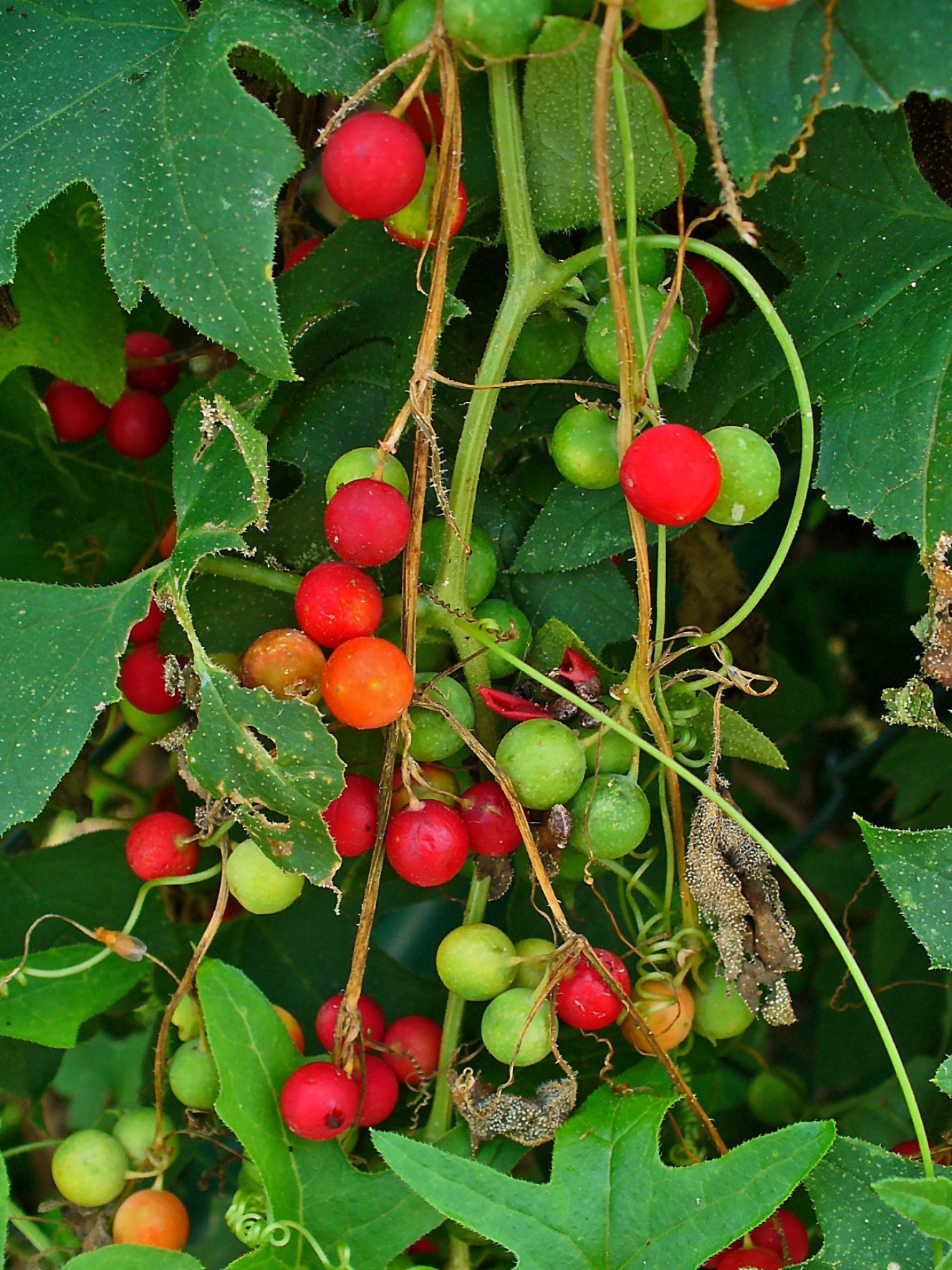
Fruits tòxics de B. dioica

12 espècies s'accepten per part de USDA:
10 d'aquestes tenen el suport de l'anàlisi filogenètica:
- Bryonia acuta Desf. (abans inclosa en B. cretica)
- Bryonia alba L. –
- Bryonia aspera Steven ex Ledeb.
- Bryonia cretica L. –
- Bryonia dioica Jacq. – abans de vegades inclosa en B. cretica)
- Bryonia lappifolia Vassilcz.
- Bryonia marmorata E.M.A.Petit
- Bryonia melanocarpa Nabiev
- Bryonia monoica Aitch. & Hemsl.
- Bryonia multiflora Boiss. & Heldr.
- Bryonia syriaca Boiss.
- Bryonia verrucosa Aiton

### Anteriorment classificades com Bryonia
- Moltes espècies de Cayaponia ("American bryonies")
- Diverses espècies de Cucumis, Solena i Zehneria
- Coccinia abyssinica
- Corallocarpus epigaeus
- Diplocyclos palmatus
- Kedrostis africana
- Melothria pendula (as B. guadalupensis)
- Trichosanthes ovigera (as B. cucumeroides)